# Fürstentum Rostow
Fürstentum Rostow war die Bezeichnung für verschiedene Teilfürstentümer der Kiewer Rus zwischen 988 und 1474.

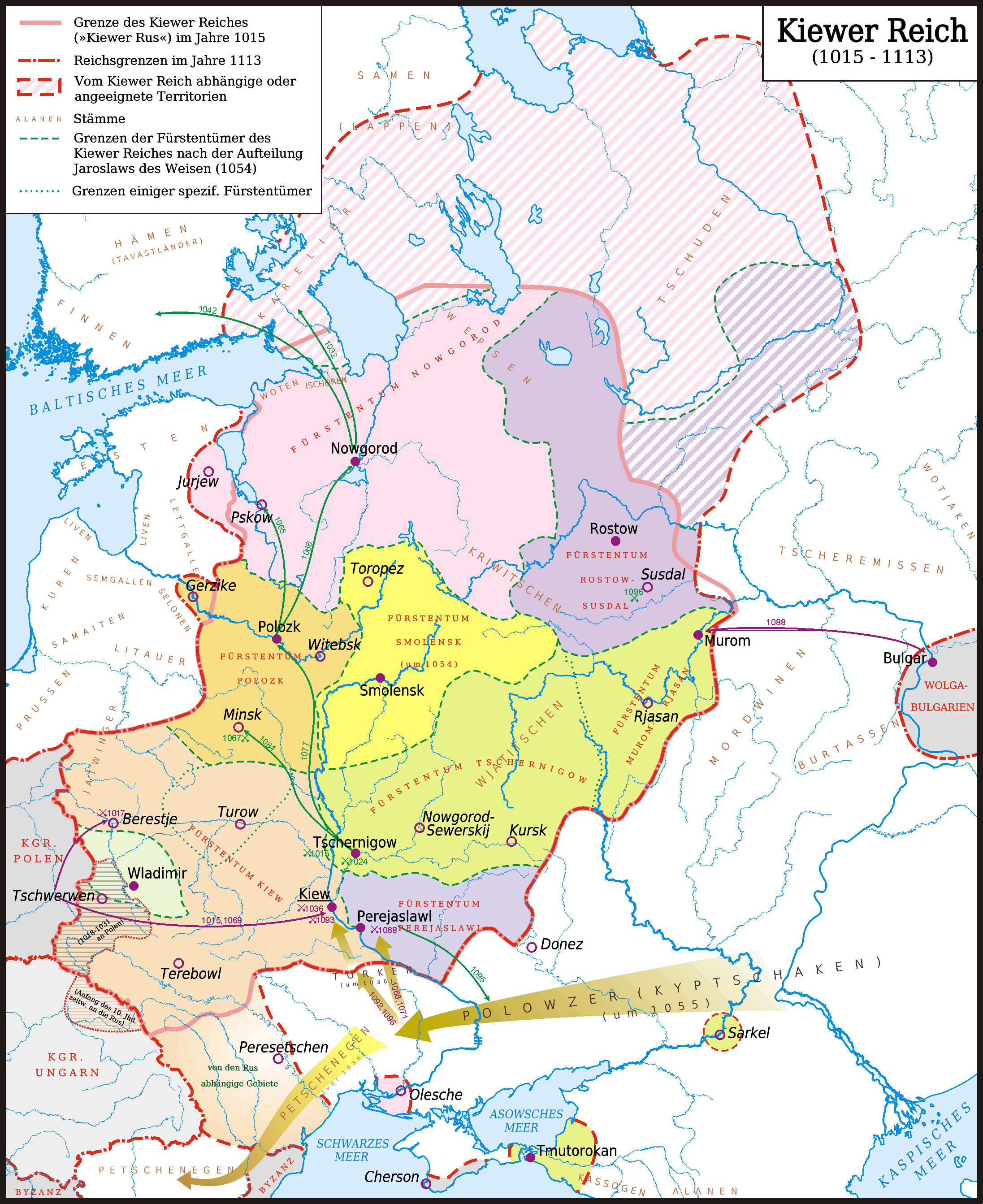
Das Kiewer Reich 1015–1113. Gebiet von Rostow blau markiert im Osten der Rus

## Gebiet
Das Fürstentum Rostow umfasste im 11. Jahrhundert ein Gebiet zwischen Oka, Nördlicher Dwina und Wolga. Wichtige Burgen waren Beloosero, Susdal und Jaroslawl.
Im 13. Jahrhundert zählten Uglitsch und Ustjug dazu.

## Geschichte

### Vorgeschichte
Für 862 wurde Rostow erstmals erwähnt. 911 wurde es als eine der fünf wichtigen Burgen der Kiewer Rus unter Oleg genannt.

### 988 bis 1015
Um 988 wurde das Fürstentum Rostow gebildet, als Wladimir der Große die Kiewer Rus unter seinen Söhnen aufteilte. Erster Fürst wurde Jaroslaw der Weise. Um 1010 wurde sein Halbbruder Boris dessen Nachfolger, nachdem Jaroslaw Fürst von Nowgorod geworden war. 1015 wurde Boris im Zuge der Machtkämpfe um die Nachfolge Wladimirs des Großen von seinem Stiefbruder Jaropolk ermordet.
Rostow fiel an das Fürstentum Nowgorod.
1054 ging das Gebiet an das Fürstentum Perejaslawl unter Wsewolod, einem Sohn Jaroslaws.

### 1113 bis 1125
1113 (oder 1096?) wurde Juri Dolgoruki Fürst von Rostow.
1125 verlegte er die Hauptstadt nach Susdal.

### 1207 bis 1474
1207 entstand wieder ein Teilfürstentum Rostow unter Konstantin Wsewoloditsch.
1219 teilte es sich in die Fürstentümer Jaroslawl, Uglitsch und Rostow auf.
1238 wurde es beim Einfall der Goldenen Horde schwer verwüstet.
1474 fiel es an das Großfürstentum Moskau unter Iwan III.